# Petersberg (Siebengebirge)

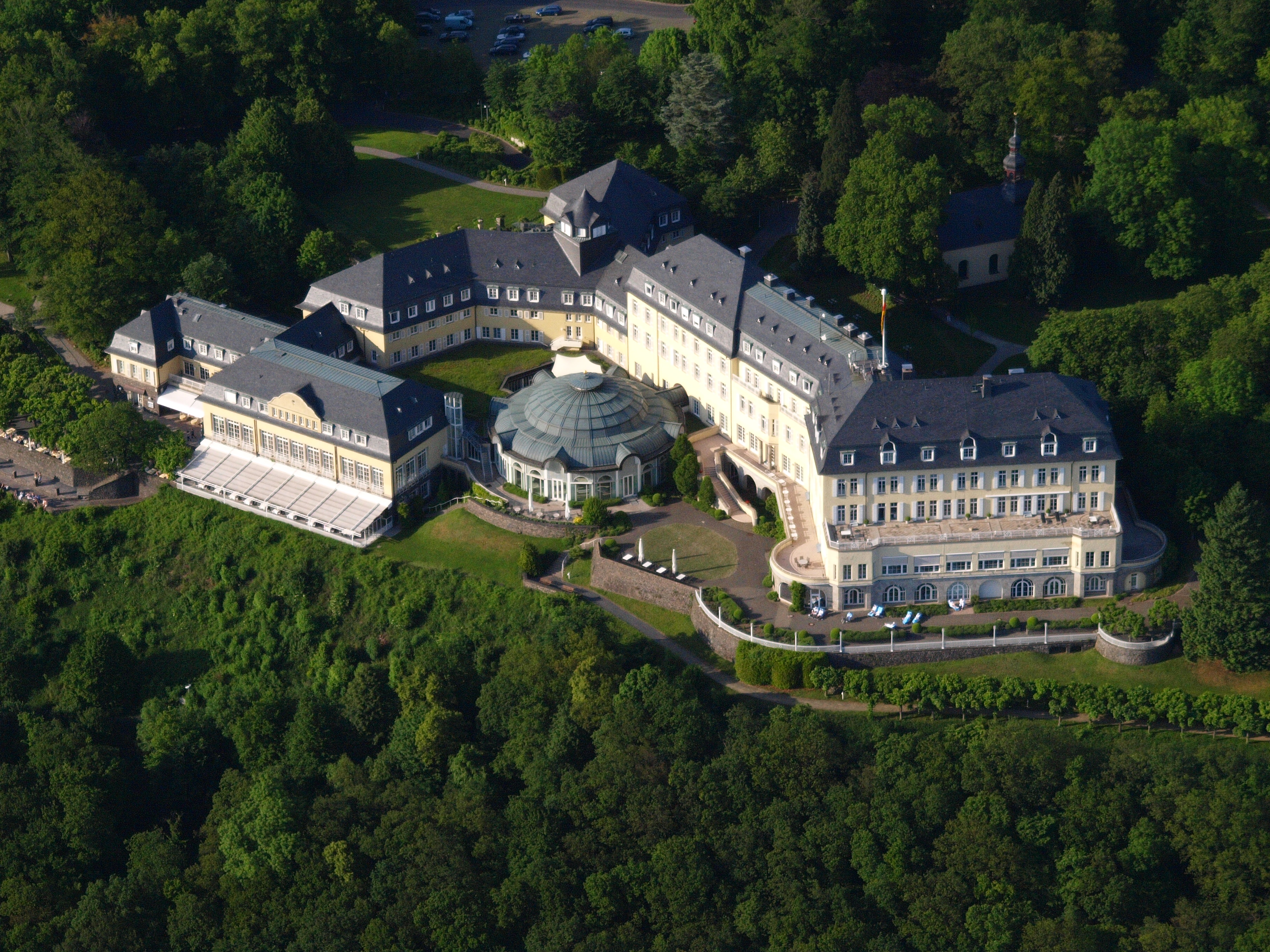
Der Petersberg von Süden aus gesehen

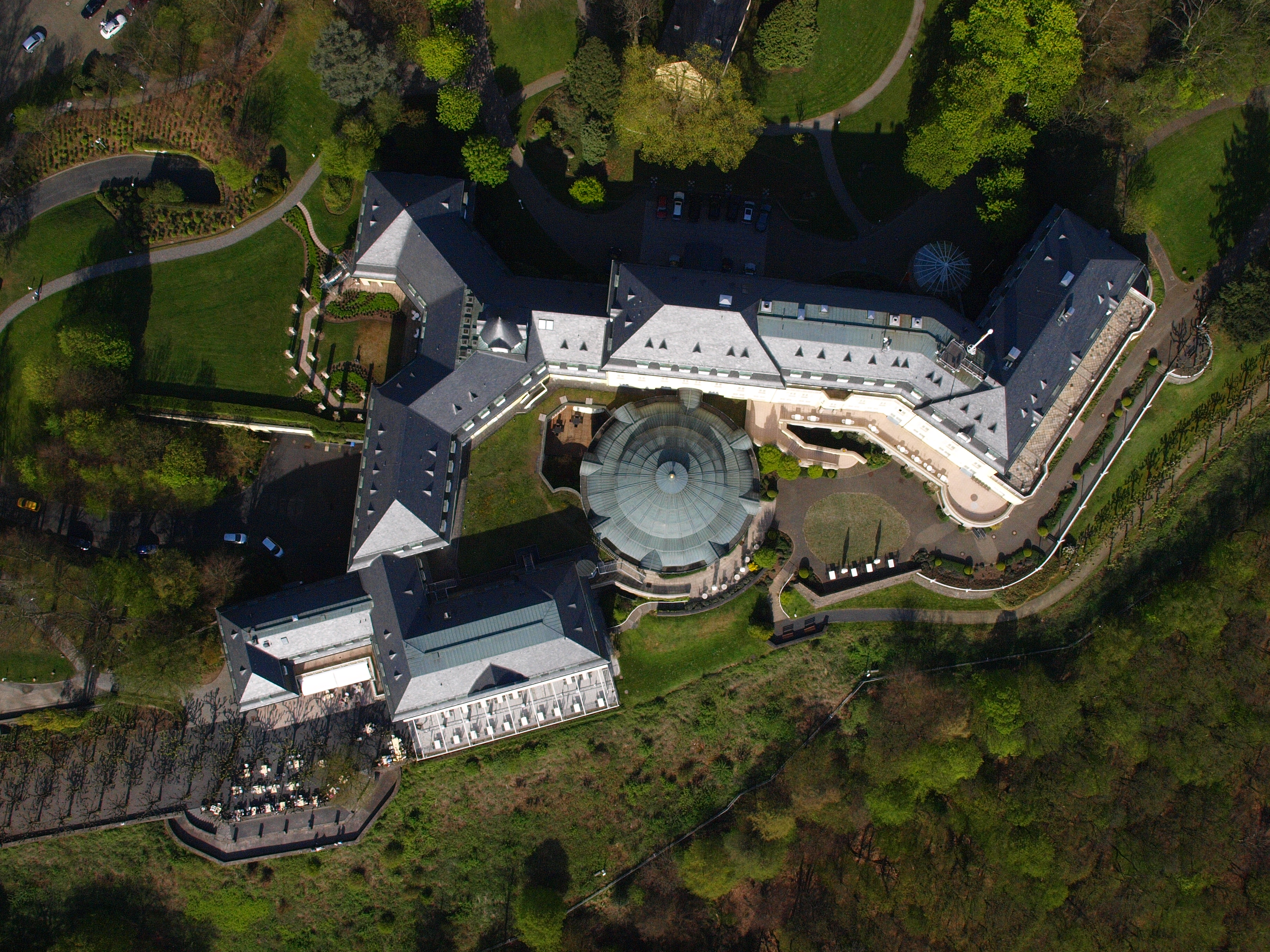
Petersberg, Senkrechtaufnahme

Der Petersberg, früher auch Stromberg genannt, ist ein 335,9 m ü. NHN hoher Gipfel des Siebengebirges im Rhein-Sieg-Kreis, Nordrhein-Westfalen. Er erhebt sich östlich des Rheins oberhalb und im Stadtgebiet von Königswinter. Am gegenüberliegenden Ufer befindet sich der Bonner Stadtbezirk Bad Godesberg.
Große Bedeutung für die jüngere deutsche Geschichte erlangte der Berg mit seinem 1892 erstmals eröffneten Hotel zwischen 1949 und 1952 als Sitz der Alliierten Hohen Kommission, die sich aus den höchsten Vertretern der westlichen Hauptsiegermächte in Deutschland nach dem Zweiten Weltkrieg zusammensetzte. Von 1955 bis 1969 und nach einem umfassenden Umbau wieder ab 1990 diente das Grand Hotel auf dem Petersberg als Gästehaus der Bundesrepublik Deutschland. Nach der Verlegung des Regierungssitzes nach Berlin im Jahre 1999 blieb es im Besitz des Bundes und wurde für besondere Anlässe weiterhin als Gästehaus in unregelmäßigem Abstand Stätte nationaler und internationaler Konferenzen. So ist er Namensgeber etwa des Petersberger Abkommens oder des Petersberger Klimadialogs.

## Geographische Lage
Der Petersberg liegt am westlichen Rand des Siebengebirges und entstand bei dessen letzter vulkanischer Aktivität im Miozän. Er erhebt sich östlich des Rheins oberhalb und im Stadtgebiet von Königswinter sowie gegenüber dem linksseits und damit jenseits des Flusses gelegenen Bonner Stadtbezirk Bad Godesberg. Westlich befindet sich die Altstadt von Königswinter, west- und nordwestlich liegen die Königswinterer Stadtteile Nieder- und Oberdollendorf und nordöstlich liegt der Königswinterer Stadtteil Heisterbacherrott. Der Petersberg besitzt unter den Bergen des Siebengebirges mit 5,3 ha Ausdehnung die größte besiedelbare Flache.
Die östliche Nachbaranhöhe ist der 335,3 m ü. NHN hohe Nonnenstromberg. Südöstlich des Petersbergs liegt neben dem Wintermühlenhof das Stollensystem der Ofenkaulen, die beim Abbau von Trachyttuff entstanden. In diese Richtung fällt der Petersberg zum Kutzenberg ab, während er im Norden in den niedrigeren Falkenberg übergeht und im Nordwesten in dem nicht als eigenständige Anhöhe ausgewiesenen Kellerberg ausläuft. Der Rotbuchenwald ist auf Teilen des Petersbergs die dominierende Vegetation. Am nördlichen Oberdollendorfer Bergabhang findet sich Magergrünland. Der Petersberg ist Namensgeber für die Weinbau-Großlage Petersberg innerhalb des Weinbaubereichs Siebengebirge. Die Einzellagen befinden sich dabei geographisch nicht am Petersberg, die Einzellage Heisterberg jedoch an seinem nordwestlichen, Niederdollendorfer Bergabhang.

## Geschichte

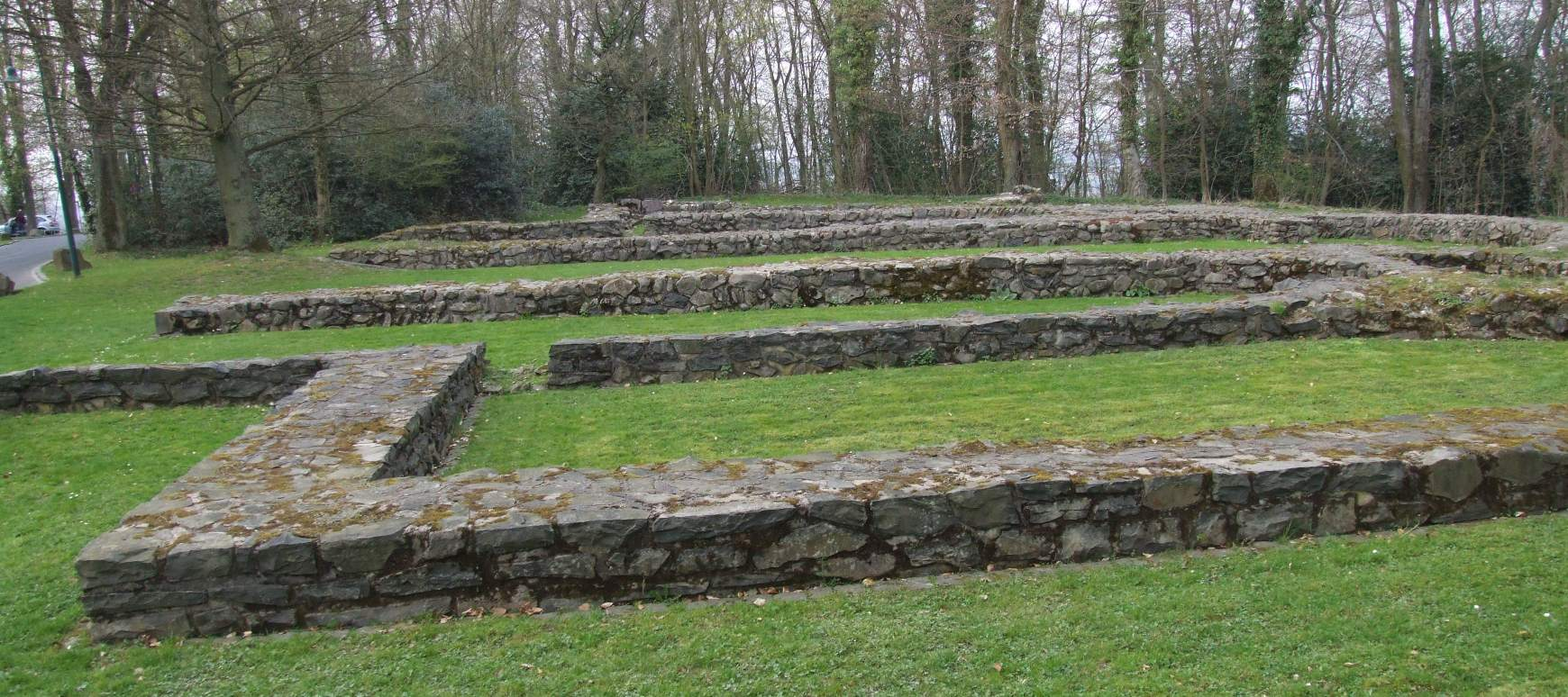
Fundamente der mittelalterlichen Kirche

### Frühe Geschichte
Archäologische Funde belegen, dass bereits 3500 v. Chr. Menschen auf dem Petersberg siedelten. Bei Bauarbeiten wurde 1936 auf der Spitze ein Ringwall freigelegt, der im ersten vorchristlichen Jahrhundert erbaut worden war. Diese Trockenmauer hatte eine Länge von über einem Kilometer und ihre ursprüngliche Breite betrug circa drei Meter und ihre Höhe vermutlich drei bis vier Meter. Die Anlage lag im Gebiet des Germanenstammes der Ubier die im ersten Jahrhundert vor Christus in dem Gebiet siedelten.

### Mittelalter

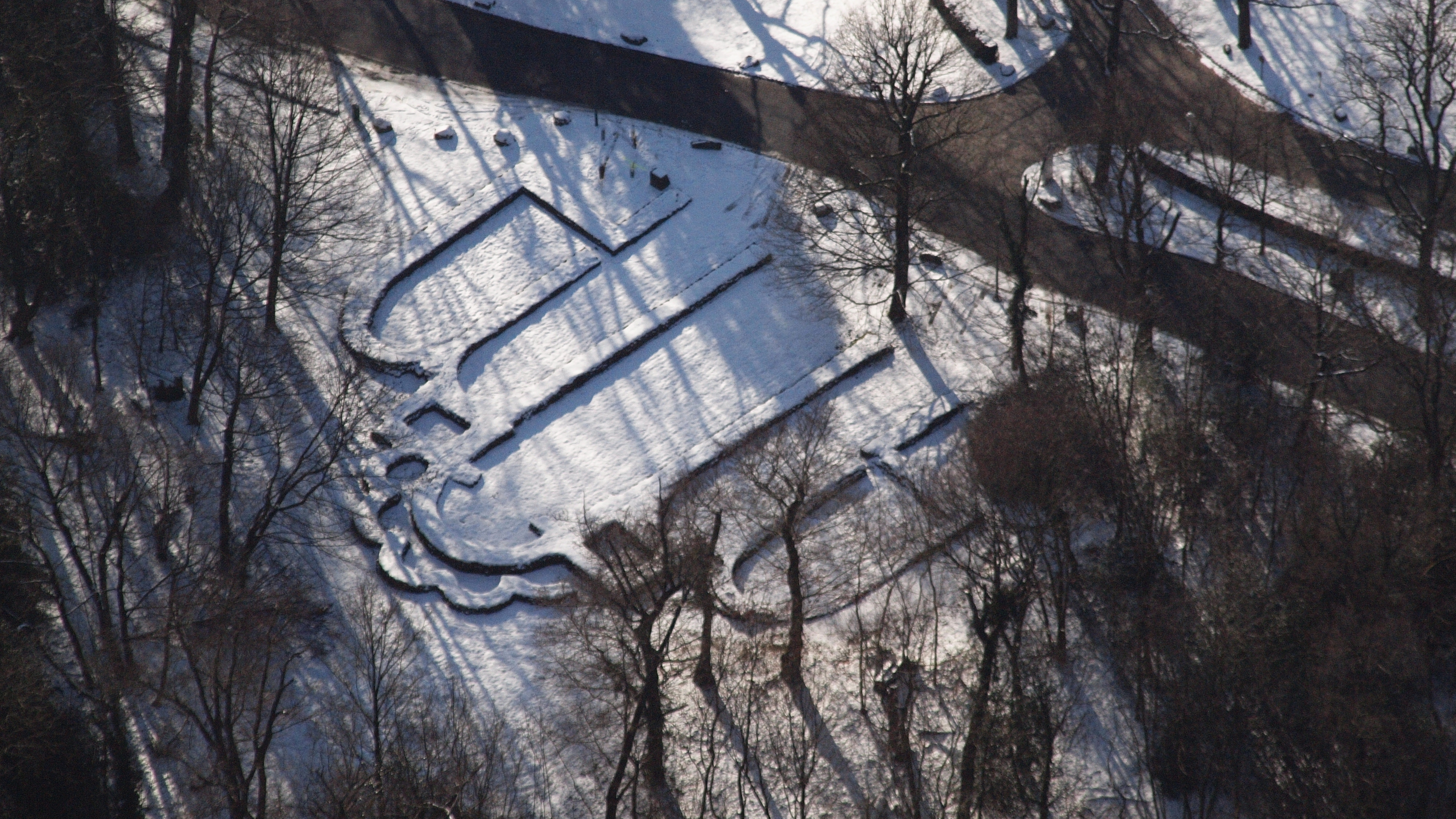
Luftaufnahme der Fundamente (2015)

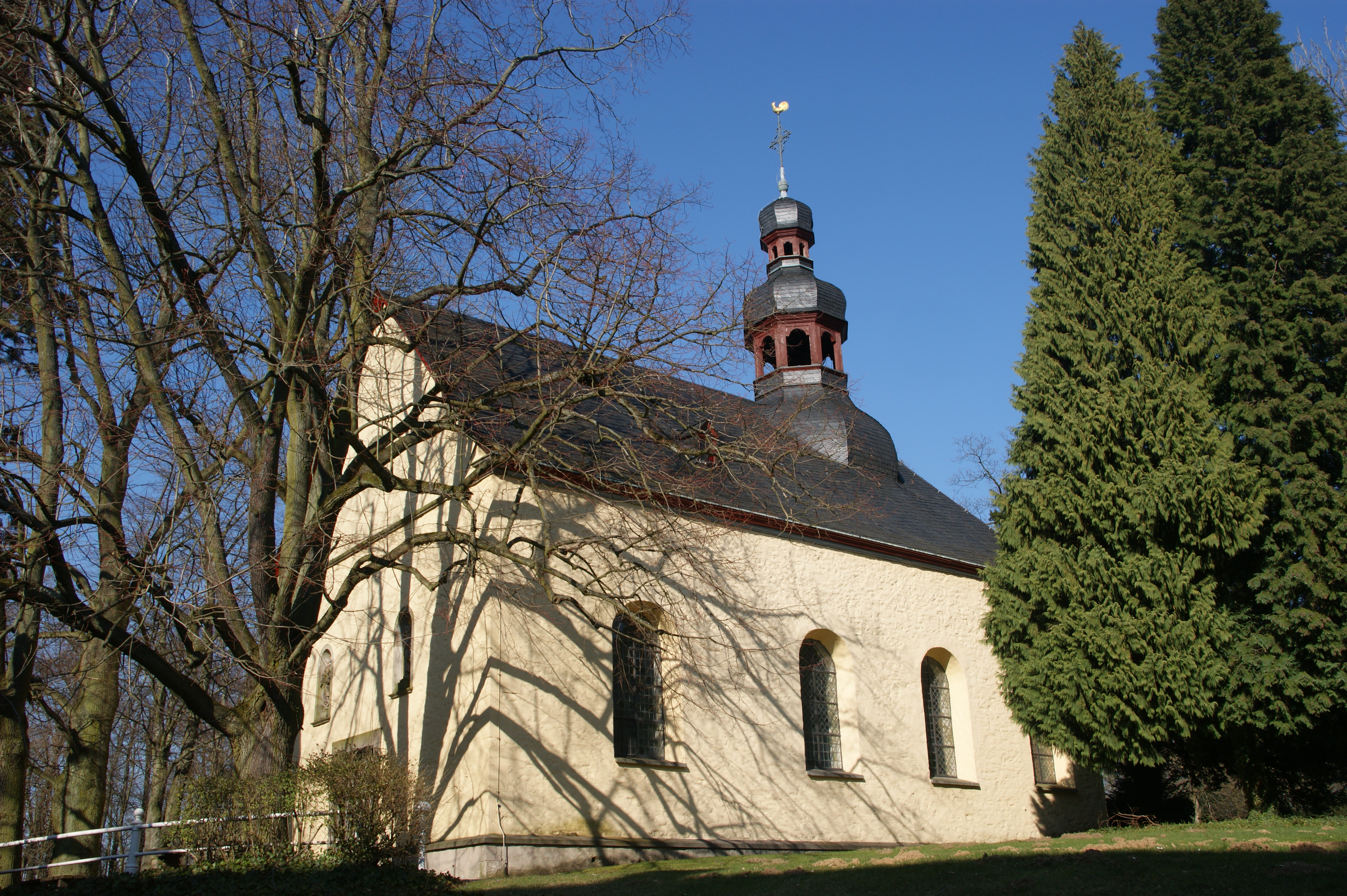
Kapelle

In der ersten Hälfte des zwölften Jahrhunderts ließ sich der Ritter Walter als Eremit auf dem damals unbewohnten Berg nieder. Weitere Männer der Gemeinschaft der Augustiner-Chorherren schlossen sich ihm später an und errichteten um 1131 die Gebäude der Augustinereremitenklause. Bei Grabungen wurde 1980 das Fundament einer fünfschiffigen Kirchenanlage gefunden, die vermutlich in zwei Abschnitten ab 1136 errichtet wurde. Der erste Bauabschnitt war der zehn Meter breite und 27 Meter lange Kirchenkern. Diese Marienkirche und der ganze Standort wurden von den Augustinern 1176 wieder aufgegeben.
1189 wurden die verlassenen Gebäude von Zisterziensermönchen aus der Abtei Himmerod auf Anordnung des Kölner Erzbischofs Philipp I. von Heinsberg übernommen. Etwa drei Jahre später zogen die Zisterzienser in eine Siedlung am Fuße des Berges. Es entstand daraus die neue Abtei Heisterbach im Peterstal. Die Zisterzienser hatten die Kirche dem Heiligen Petrus geweiht und ergänzten sie um zwei lange Seitenschiffe und zwei kürzere Außenschiffe. Die Außenschiffe waren jeweils wieder eigene Kapellen, die Anlage hatte zwei viereckige Türme. Urkundlich wird sie 1312 als auf dem höchsten Punkt des Bergs befindliche Wallfahrtskirche erwähnt. Im 16. Jahrhundert erfolgte eine Instandsetzung. In Urkunden wird sie letztmals 1556 erwähnt und hat vermutlich bis in das 18. Jahrhundert bestanden.

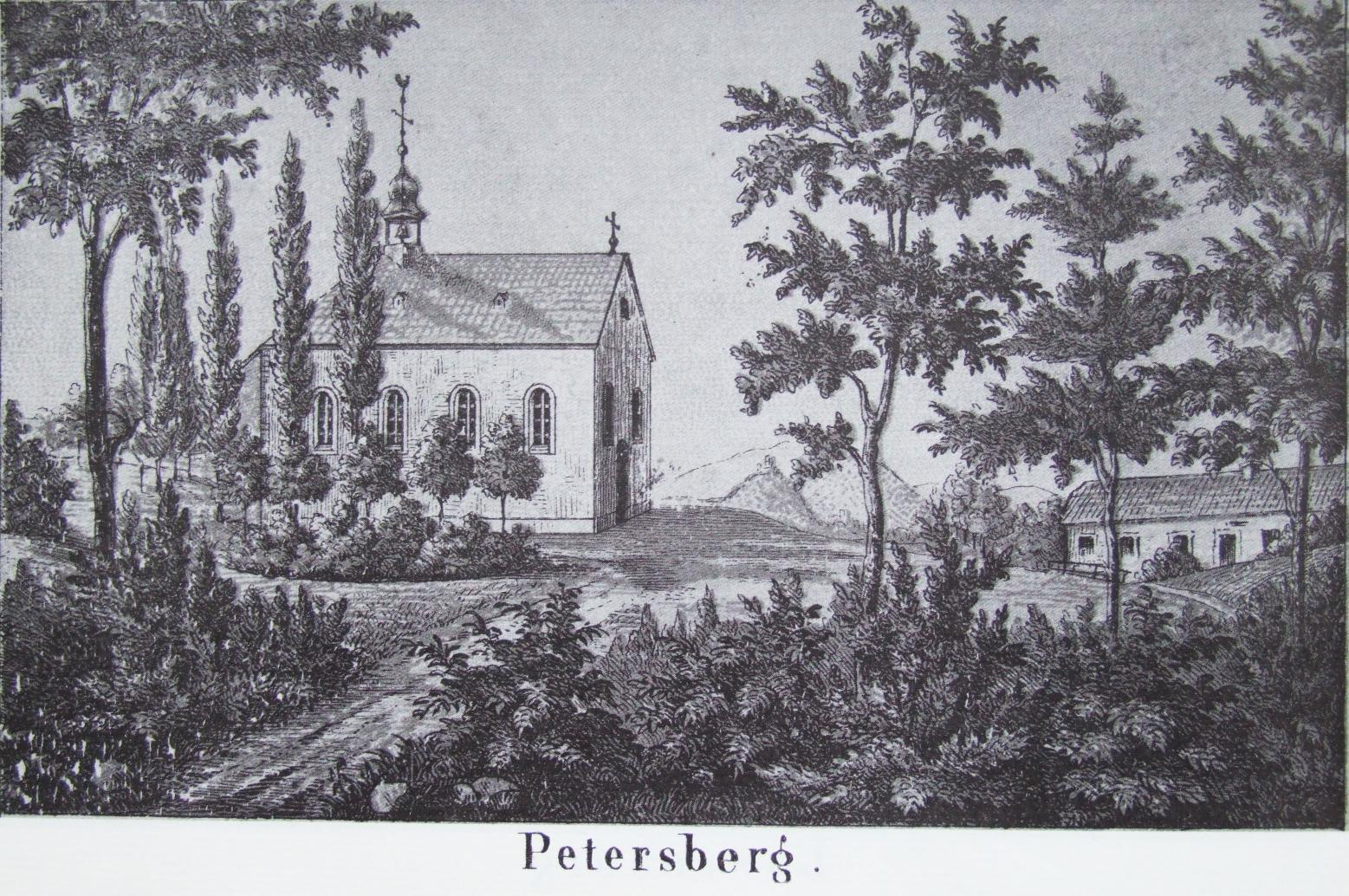
Kapelle um 1860

Die heute auf dem Petersberg vorhandene Kapelle St. Peter, ein barocker Saalbau, wurde um 1763 von dem Heisterbacher Abt Augustin Mengelberg errichtet und Ostern 1764 von seinem Nachfolger Hermann Kneusgen als Wallfahrtskirche geweiht. Die Inneneinrichtung stammt noch im Wesentlichen aus ihrer Entstehungszeit. Ihre Besonderheit war eine fahrbare Kanzel, die zur wartenden Menge gerollt werden konnte. Zwischen 1934 und 1936 wurde die Kapelle mit geändertem Dachreiter wiederhergestellt. Der Bund hat die Kapelle 1979 miterworben und auch die Verpflichtung, sie für den Gottesdienst zu erhalten. Von Mai bis September findet an jedem ersten Sonntag im Monat hier um 10 Uhr eine Messe statt.

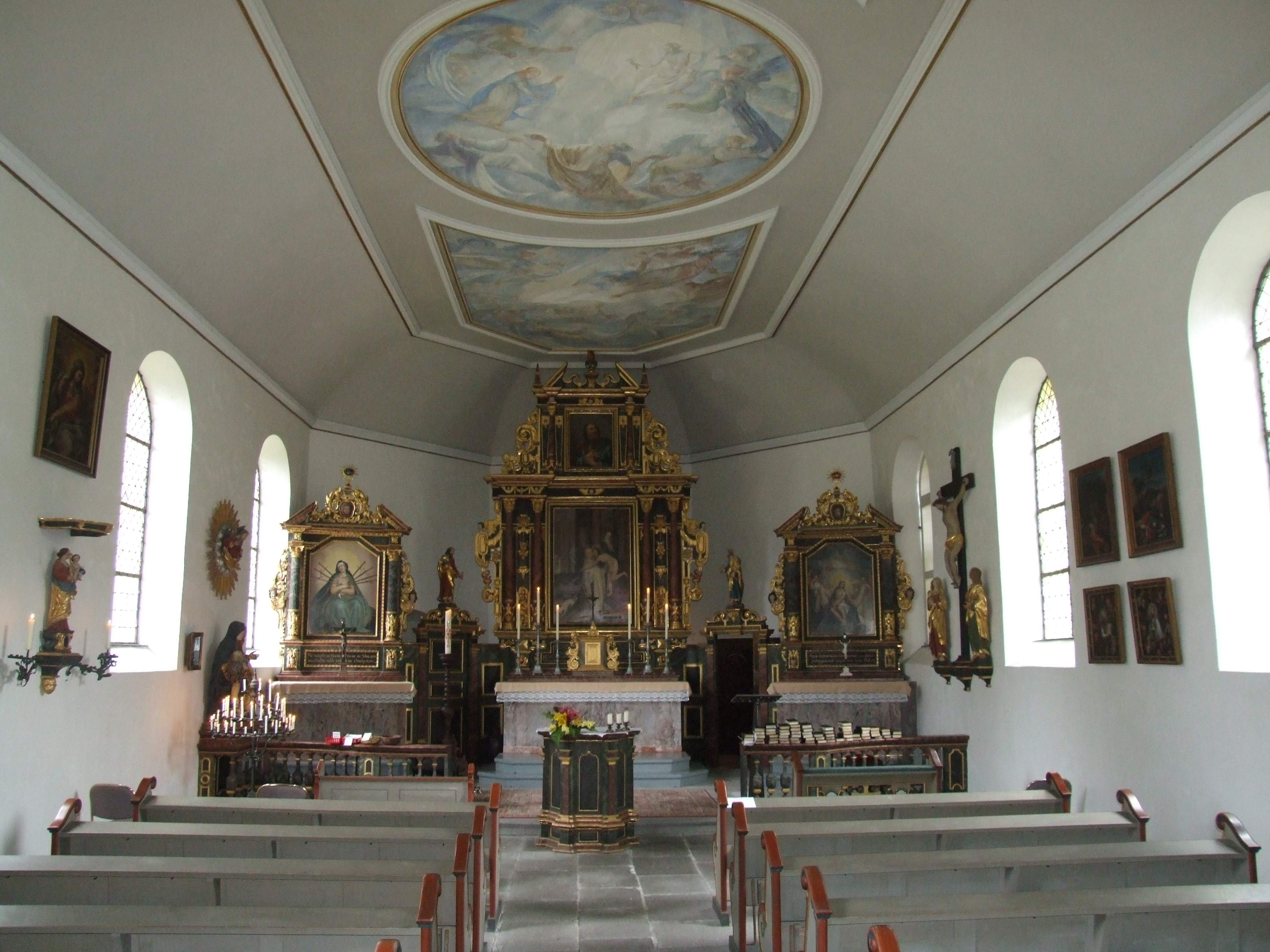
Innenansicht der Kapelle

Anfänglich unter dem Namen Stromberg bekannt (1142 erste urkundliche Benennung unter diesem Namen), kam der Berg durch die Peterskirche zu seinem heutigen Namen.
Die vier zum Gipfel führenden Bittwege brachten Wallfahrer vom Mittelalter an von Königswinter (Petersberger Bittweg), Ittenbach, Heisterbacherrott und Oberdollendorf und Niederdollendorf zur Wallfahrtsstätte des Heiligen Petrus. Urkunden kann entnommen werden, dass zumindest seit dem frühen 14. Jahrhundert Wallfahrten auf den Petersberg stattfanden. Der in Königswinter beginnende Bittweg wird von zwölf steinernen Kreuzen aus Trachyt und Latit markiert, die in der Zeit nach dem Dreißigjährigen Krieg entstanden und gut erhalten sind. Das älteste Kreuz wurde 1638 von einem Stifter aus Vinxel errichtet. Bis zum Bau der Petersbergbahn (1889) und dem Bau eines Kutschweges (1890) waren die Bittwege die einzigen Wege zum Gipfel.

### Entwicklungen ab dem 19. Jahrhundert

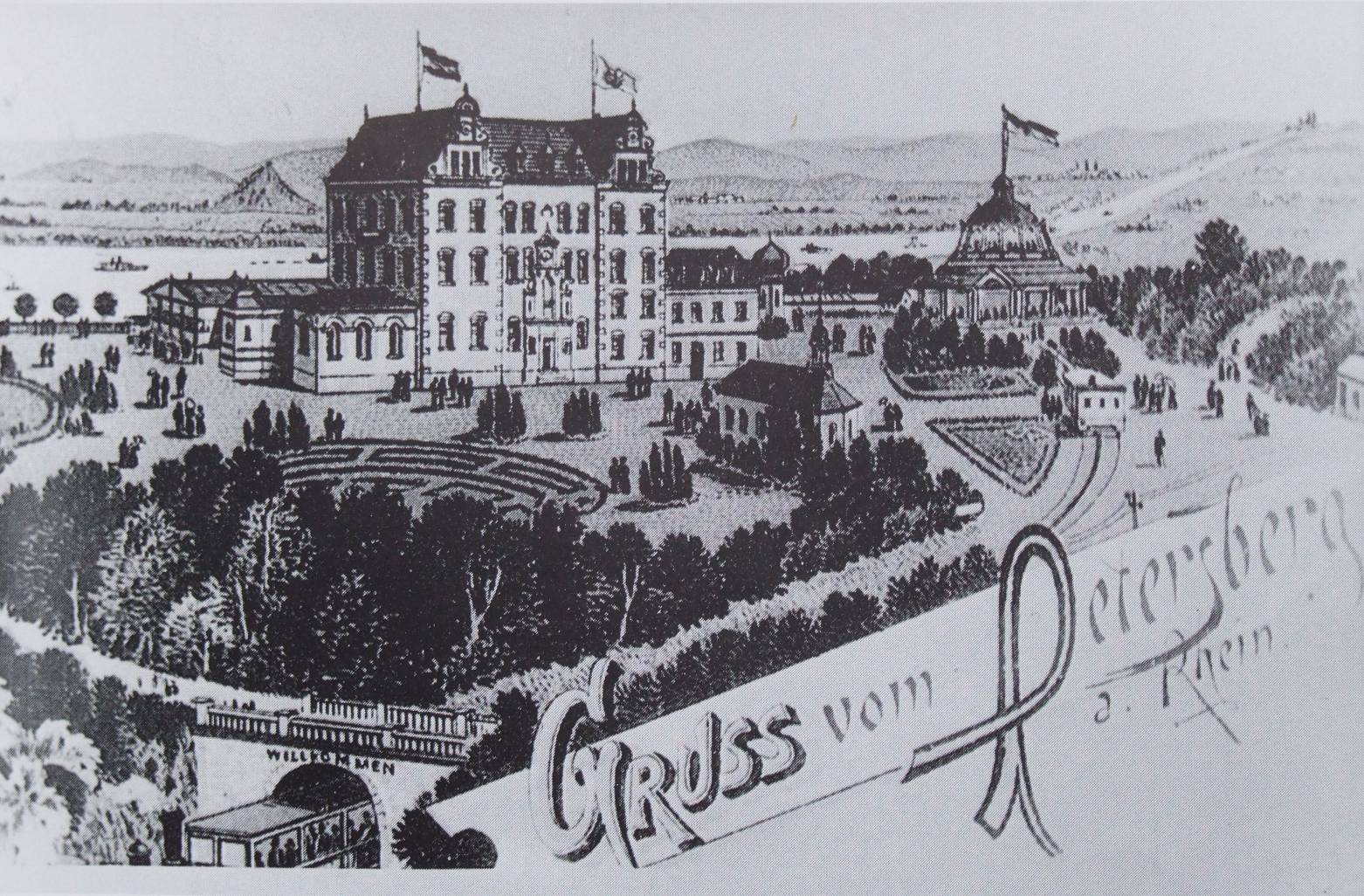
Hotel Nelles (um 1900)

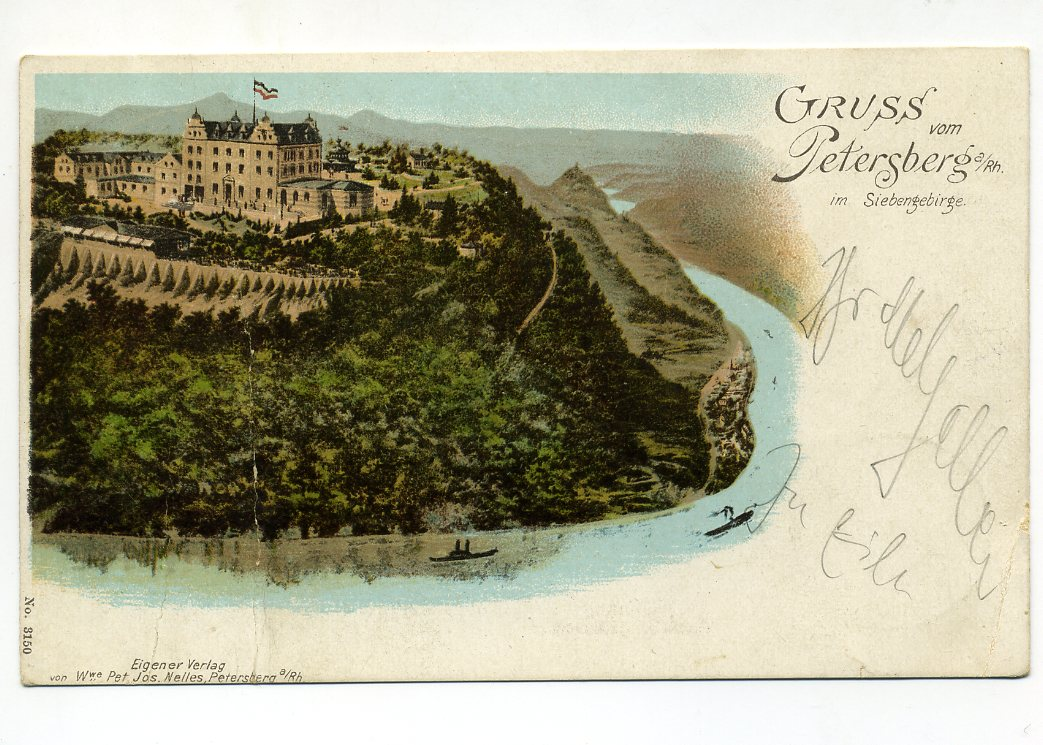
Gruß vom Petersberg (1901)

Im 19. Jahrhundert wurde an der Nord-, Ost- und Westseite des Petersbergs in drei Steinbrüchen Basalt abgebaut. Eine Luftseilbahn beförderte das im Norden des Bergs gewonnene Material nach Oberdollendorf. Die Basaltsteinbrüche sind seit 1889 stillgelegt.
1834 wurde die Domäne Petersberg an den Kölner Kaufmann Joseph Ludwig Mertens verkauft. Seine Gattin Sibylle Mertens-Schaaffhausen, eine Bankierstochter, die auch als Rheingräfin bekannt war, ließ dort für sich einen Sommersitz errichten. Berühmt wurde sie als Treffpunkt von Romantikern wie August Wilhelm Schlegel und Ernst Moritz Arndt. 1885 zählte der Wohnplatz Petersberg der Gemeinde Niederdollendorf ein Gebäude und vier Einwohner. Ende des 19. Jahrhunderts ließen die Kölner Brüder Paul und Joseph Nelles, die das Gelände nach dem Tod von Joseph Mertens erworben hatten, zusätzliche Bauten sowie einen Pavillon errichten. 1888/89 wurde mit einem Hotelbau im Stil der deutschen Renaissance begonnen, der im Wesentlichen bis Frühjahr 1891 fertiggestellt war. Aus dieser Zeit stammt im Kern auch die heutige Parkanlage. 1892 wurde das Hotel eröffnet, das mit Kaiserin Viktoria, der schwedischen Königin Sophie und dem serbischen König Aleksander alsbald auch vom europäischen Hochadel Besuch erhielt.:41/42
Zu dieser Zeit führte die bereits 1889 erbaute Petersbergbahn auf den Petersberg (1958 eingestellt und später abgerissen). Das Hotel hatte keinen wirtschaftlichen Erfolg und ging nach Zwangsversteigerungen am 28. November 1911:51 an Ferdinand Mülhens, den Inhaber der Kölner Firma 4711 und des am Fuß des Bergs gelegenen Wintermühlenhofs. Durch die Bemühungen des neuen Besitzers wurde der Berg berühmt. Er ließ das Hotel von Herbst 1912 bis Frühjahr 1914 durch den Architekten Heinrich Müller-Erkelenz in ein neobarockes Kurhotel umbauen und an der Südseite deutlich erweitern. Die Eröffnung fand am 27. Mai 1914 statt und führte zunächst zu einer beträchtlichen Steigerung des Fremdenverkehrsaufkommens und dem Beginn der Nutzung des Hotels als Tagungsort, bevor es in Folge des Ausbruchs des Ersten Weltkriegs (August 1914) sechs Jahre lange geschlossen blieb.:52/53 Während des Ersten und Zweiten Weltkrieges diente das Kurhotel als Lazarett.
Nach Kriegsende gehörte Niederdollendorf im Dezember 1918, damit auch teilweise das Petersbergplateau, kurzzeitig zum besetzten Gebiet im Rheinland. Mülhens musste den britischen Truppen 90 Betten zur Verfügung stellen.:70
1925/26 entstanden unter Abriss des betrieblich eigenständigen Bier- und Weinrestaurants die neuen, dem Hotel zugehörigen „Rheinterrassen Petersberg“.:59 Im Mai 1927 wurde der durch Ludwig Paffendorf gestaltete Ausbau des bereits 1910 erstellten Auffahrtswegs zum Gipfel zu einer Autostraße fertiggestellt.:58 Im Mai 1936 folgte die Eröffnung von zwei neuen Rheinterrassen, 1937 schlossen sich größere Umbauten und Erweiterungen durch Wilhelm Koep an – seither waren Kurhotel und Restaurant über eine 280 Plätze umfassende Halle miteinander verbunden.:67/68 Das Hotel hatte zu dieser Zeit 125 Beschäftigte und war auf weitgehende Selbstversorgung ausgerichtet; es verfügte über eine eigene Autowerkstatt, Tankstelle, Dampfwäscherei und Schneiderei. Reichskanzler Adolf Hitler war in den Jahren 1935 bis 1937 mindestens viermal auf dem Petersberg zu Gast. 1938 trat das Hotel erstmals international in Erscheinung, als dort der britische Politiker Neville Chamberlain wohnte und mit Hitler verhandelte, der auf der anderen Rheinseite im Rheinhotel Dreesen residierte. Im Frühjahr 1939 trat die Gemeinde Niederdollendorf ihren Gebietsanteil am Petersbergplateau, eine Fläche von 4,6 Hektar, an Königswinter ab.:70

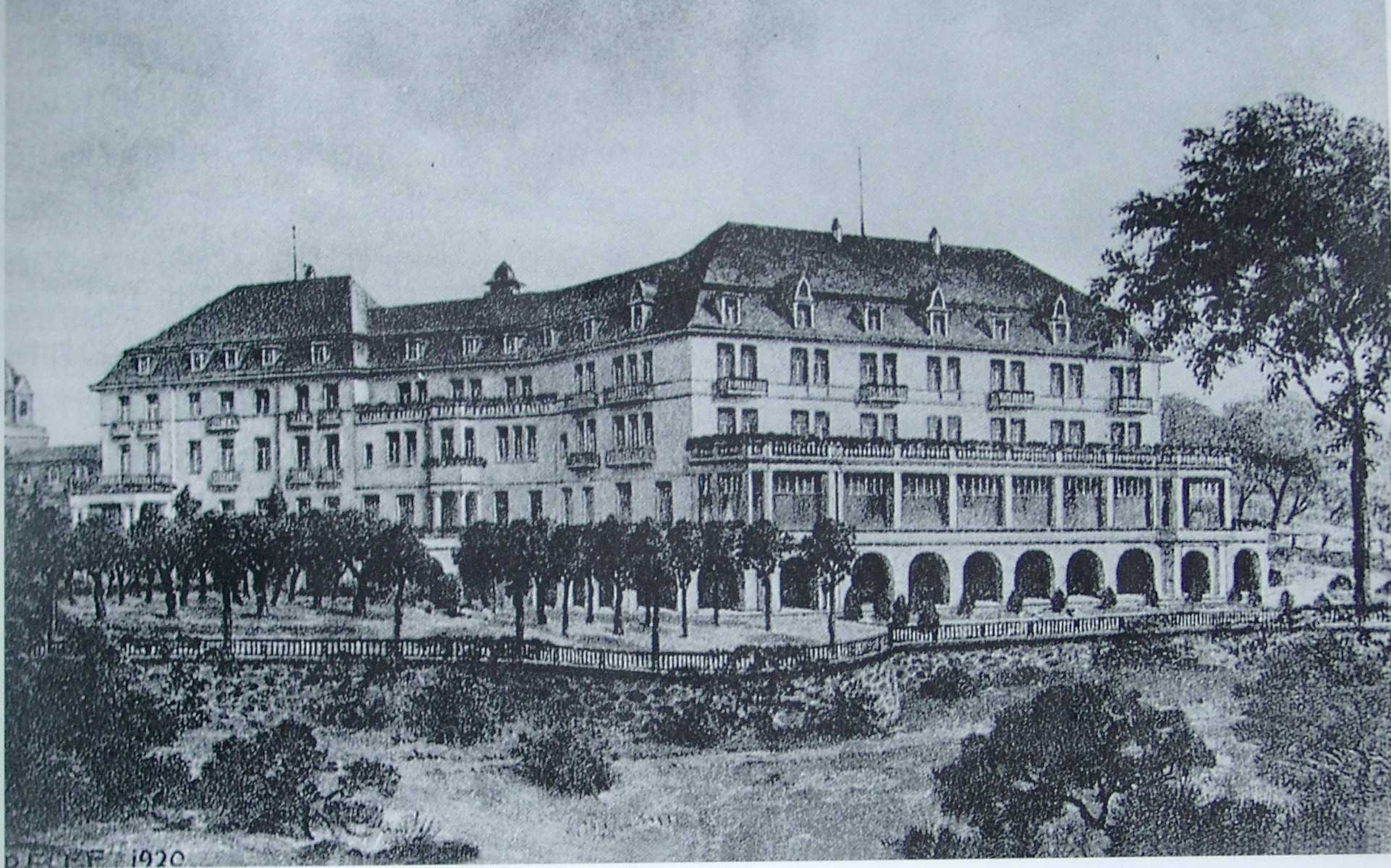
Kurhotel Mülhens (um 1920)

Kurz nach dem Beginn des Zweiten Weltkriegs wurde das Hotel geschlossen. Gegen Kriegsende erlitt es Beschädigungen durch Artilleriebeschuss und wurde im März 1945 zunächst von amerikanischen Truppen beschlagnahmt, die dort mehrmals vorübergehend Quartier nahmen – darunter am 26. März auch der General und spätere US-Präsident Dwight D. Eisenhower. Im Juni 1945 übernahmen britische Besatzungstruppen die Region, auf dem Petersberg kamen Royal Engineers mit einer Werkstatt und 300 Pionieren unter. Später diente das Hotel nach erneuten Umbauten durch Wilhelm Koep als Erholungsheim für belgische Besatzungstruppen.:71 Seit Frühjahr 1949 war es als Sitz der Alliierten Hohen Kommission vorgesehen. Nachdem der belgische General Jean-Baptiste Piron sich geweigert hatte, den Berg freizuräumen, drohten britische Truppen mit einer gewaltsamen Einnahme des Hotels. Am 16. August 1949 fand schließlich die Übergabe an die Alliierte Hohe Kommission statt, für die der Petersberg (erneut durch Wilhelm Koep) zum Bürogebäude mit 340 Dienstzimmern auf einer Fläche von etwa 12.000 m² bei Kosten von 2,4 Millionen D-Mark umgebaut wurde. Hier unterzeichnete Bundeskanzler Konrad Adenauer am 22. November 1949 nach 25 Verhandlungsrunden das ihm von den Alliierten Hochkommissaren vorgelegte Petersberger Abkommen.
Da das Hotel Privateigentum war, mussten die Alliierten ein Entgelt für die Nutzung zahlen. Aufschlussreich ist in diesem Zusammenhang ein Gespräch zwischen Bundeskanzler Adenauer und dem britischen Hohen Kommissar Ivone Kirkpatrick vom 20. November 1950, über das der Diplomat Herbert Dittmann einen Vermerk verfasst hat. Dort heißt es unter dem Stichwort Besatzungslasten: „Sir Ivone führte weiter aus, daß er der Anregung des Herrn Bundeskanzlers, die deutsche wirtschaftliche Leistungsfähigkeit unter Berücksichtigung der besonderen sozialen Lasten durch unabhängige Sachverständige nachprüfen zu lassen, durchaus positiv gegenüberstehe. Er erläuterte seine Behauptung, daß die Mieten für deutsche Häuser vielfach überhöht seien im einzelnen und bemerkte u. a., daß die Familie Muehlhens für das Hotel auf dem Petersberg jährlich 144000 DM Miete erhalte und für Schloss Röttgen ohne Park 28000 DM, trotzdem die Unterhaltungskosten von den Besatzungsmächten getragen werden müßten und es doch allgemein bekannt sei, daß das Hotel auf dem Petersberg in früheren Jahren kaum einen Reinertrag abgeworfen habe.“
In telefonischer Hinsicht gehörte das Hotel zum Bonner Ortsnetz. Im Juni 1952 (Einholung der alliierten Flaggen am 25. Juni):77 zog die Alliierte Hohe Kommission in die Mehlemer Deichmannsaue um, worauf der Petersberg im August 1952 aus der Beschlagnahme entlassen werden konnte.
Bereits am 30. August 1952 konnte, symbolisch unterstrichen durch das Hissen der nordrhein-westfälischen Landesflagge, das „Rheinterrassen-Restaurant“ wiedereröffnet werden. Die Wiederaufnahme des Hotelbetriebs erfolgte, nach abermaligen Umbauten durch Wilhelm Koep, am 15. April 1954 erstmals unter dem Namen „Hotel Petersberg“ und unter der Leitung des Breidenbacher Hofs in Düsseldorf.:78/79

### Gästehaus des Bundes

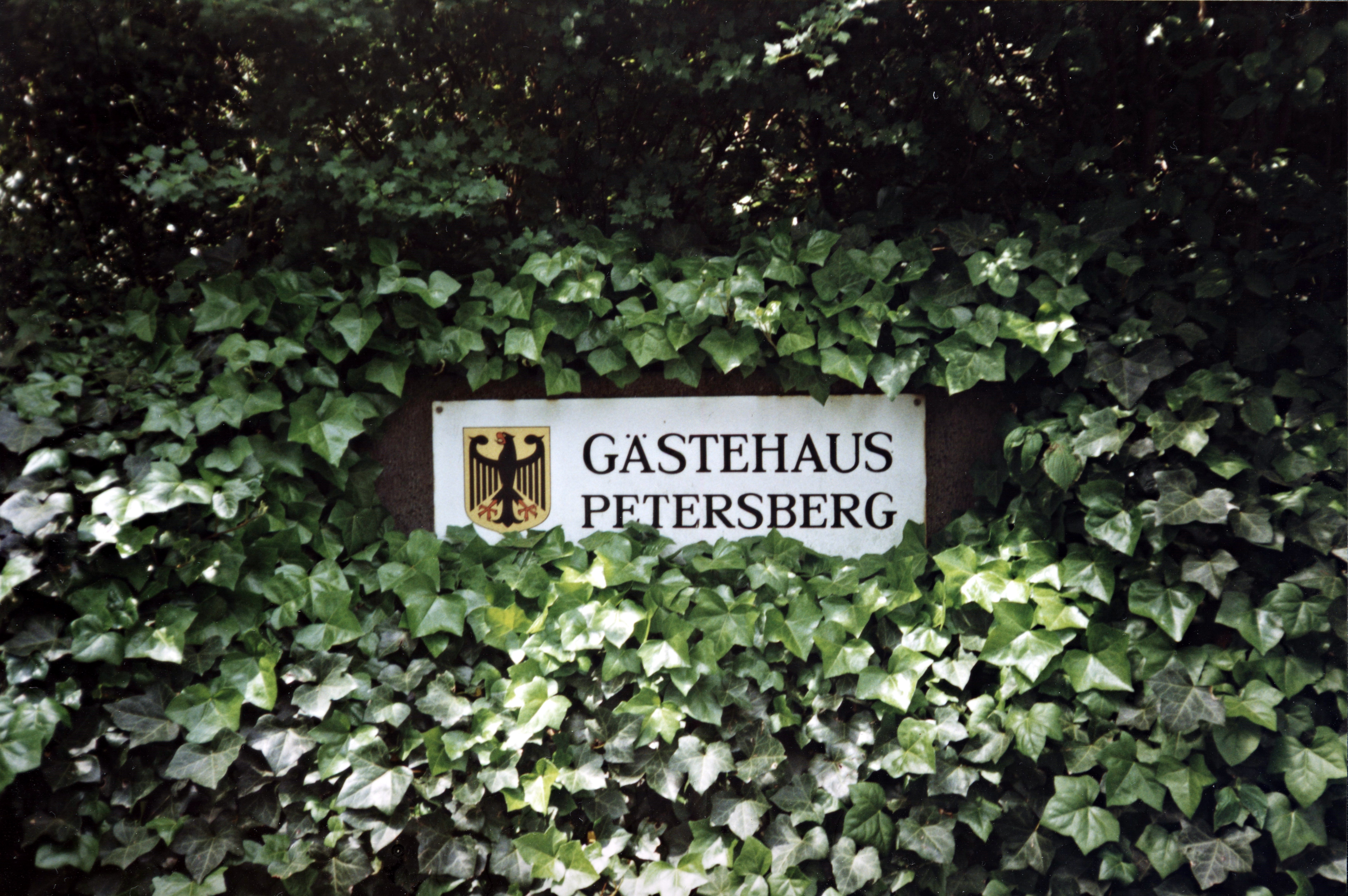
Schild des Gästehauses am Beginn der Zufahrtsstraße (1999)

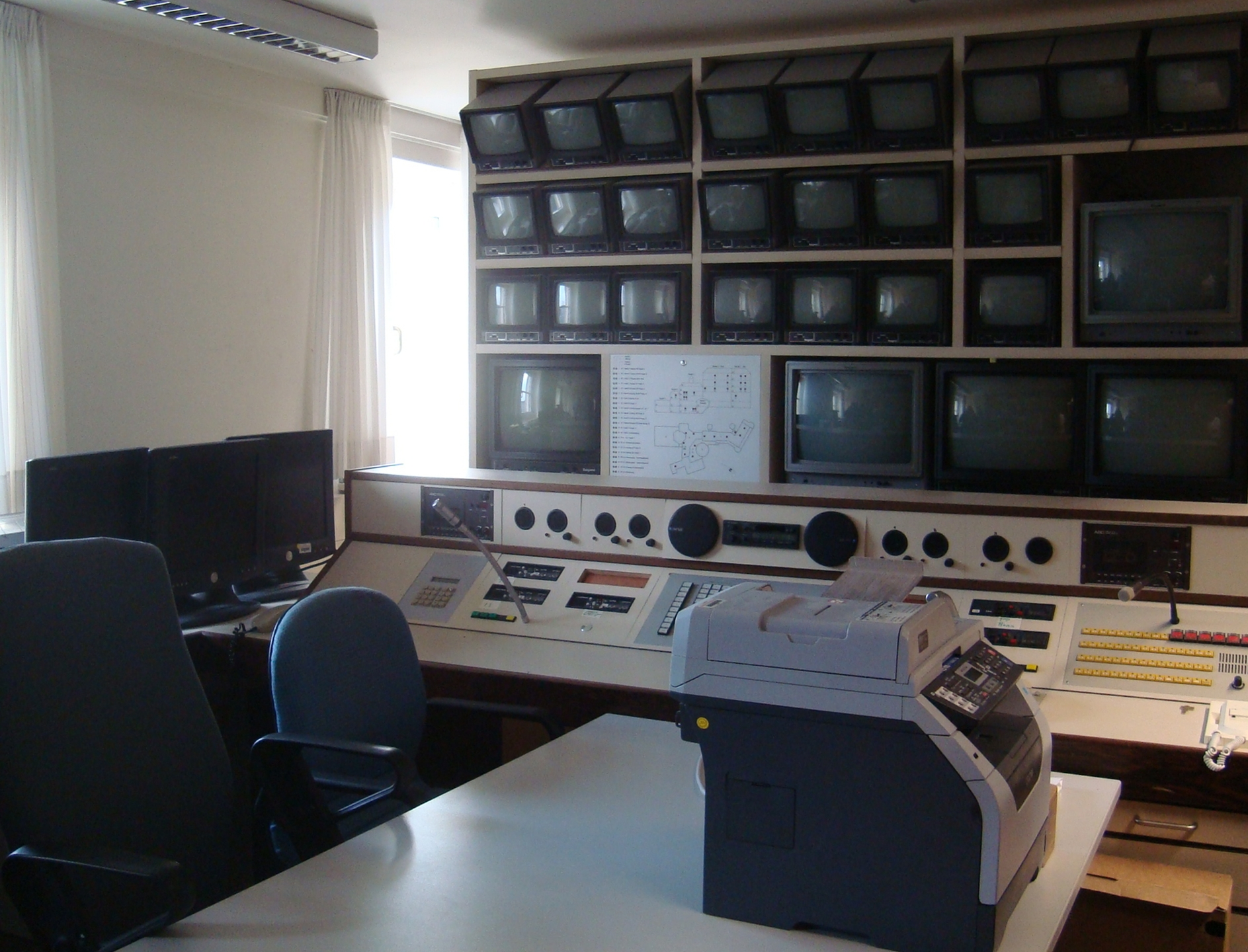
Ehemalige Überwachungszentrale im Gästehaus

Die Bundesregierung mietete das unter der Leitung des Breidenbacher Hofs stehende Hotel auf dem Petersberg ab 1954 für hohe Staatsgäste an; so zum Beispiel für den ersten Deutschland-Besuch der britischen Königin Elisabeth II. im Jahr 1965. Erster Staatsgast war 1954 der äthiopische Regent Haile Selassi. Weil das Hotel für die Betreiber unrentabel war, wurde es 1969 geschlossen und verfiel seitdem immer mehr. Anlässlich eines Besuchs des Generalsekretärs des ZK der KPdSU Leonid Breschnew öffnete es im Mai/Juni 1973 nach einer Teilsanierung für kurze Zeit wieder. Die fehlenden Repräsentationsmöglichkeiten des Bundes in Bonn, das seit Beginn der 1970er-Jahre mehr und mehr als Hauptstadt anerkannt wurde, führten zur Suche nach einem neuen Gästehaus, in dem auch internationale Konferenzen abgehalten werden konnten. Ab 1971 wurde das Schloss Gymnich bei Erftstadt als solches angemietet, erschien dem Bund aber aufgrund der großen Entfernung vom Regierungssitz und seiner geringen Größe auf Dauer als ungeeignet. Zusätzlich musste daher häufig das Gästehaus des Auswärtigen Amts auf dem Venusberg (Kiefernweg 12) genutzt werden; auch im Kanzlerbungalow wurden zeitweise Staatsgäste beherbergt. Staatsempfänge des Bundespräsidenten für Staatsgäste fanden hingegen in der Regel auf Schloss Augustusburg in Brühl statt.
Durch den damals noch in Planung befindlichen Neubau der Bundesstraße 42 zwischen Königswinter und Bonn würde sich die Erreichbarkeit des Petersbergs verbessern. Der zur Sicherheit nötige Objektschutz war am abschirmbaren Gipfelhotel leicht zu gewährleisten. Daher erwarb die Bundesrepublik, auch auf Drängen von Bundeskanzler Helmut Schmidt, den Petersberg im März 1979 mit allen Gebäuden und dem circa 109 Hektar großen Gelände für 18,5 Millionen Mark von der Familie Mülhens. Das alte Hotelinventar wurde im September 1979 im Haus in 1184 Auktionen versteigert.:91 Der notwendige Umbau und die Sanierung des Hotels waren aber auch nach dem Kauf politisch umstritten. Mit mehrjähriger Verzögerung begannen 1985 nach einem Entwurf von Horst Linde Abriss und Neubau. Mit 137 Millionen Mark betrugen die Kosten ein Mehrfaches der ursprünglichen Schätzung. Auch die Zufahrtsstraße von der L 331 wurde ausgebaut, Räumlichkeiten für Bundesgrenzschutz und Bundeskriminalamt entstanden. Am 16. Dezember 1987 feierte man das Richtfest,:122 im März 1990 wurde mit der Gestaltung der Außenanlagen begonnen.:124 Die Übergabe an das Auswärtige Amt war für den 1. Juli 1990 vorgesehen.:122 Die Eröffnung erfolgte im August 1990. Erster Staatsgast auf dem Petersberg war am 27. August 1990 der Premierminister von Benin.:126

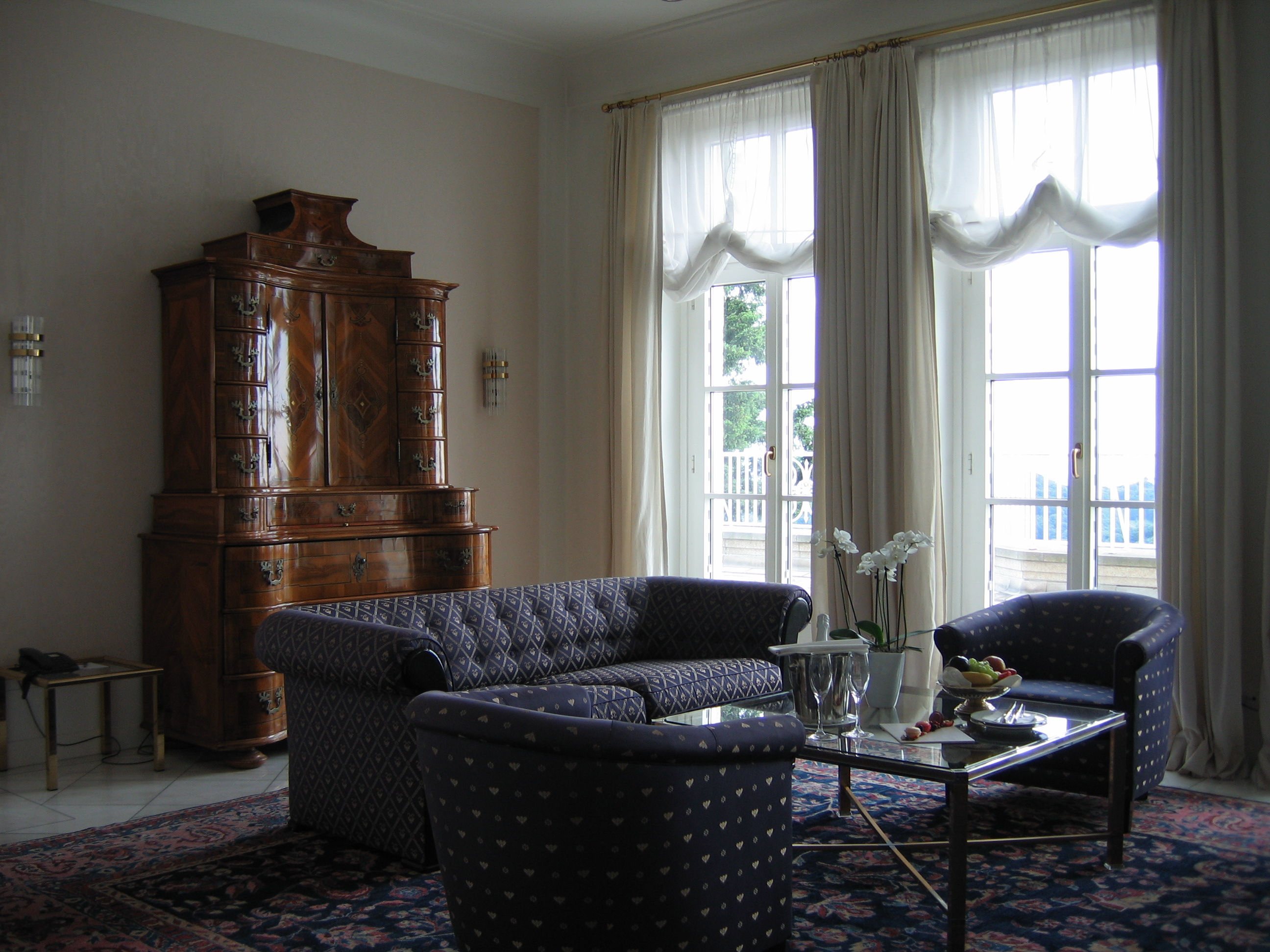
Seitenflügel der damaligen Präsidentensuite im Steigenberger Grandhotel Petersberg (2015)

Der Neubau diente als Gästehaus aller Verfassungsorgane der Bundesrepublik Deutschland, Hier wohnten fast alle Staatsoberhäupter und Regierungschefs der Länder, mit denen die Bundesrepublik diplomatische Kontakte pflegt. Ein Hubschrauberlandeplatz war auf dem Berg eingerichtet worden. Das Gästehaus wurde ab 1990 mit ursprünglich 72 (später 99) Zimmern von der Steigenberger-Kette betrieben und konnte von Beginn an auch von Privatpersonen gemietet werden. Der Bund als Eigentümer ließ sich allerdings einen Nutzungsvorrang einräumen. Als Betriebsgesellschaft des Gästehauses war die bundeseigene Gästehaus Petersberg GmbH (Gründung im März 1989) ins Leben gerufen worden. Die Inneneinrichtung wird durch Leihgaben der Länder, nach denen auch einzelne Suiten benannt sind, und der Stadt Bonn ergänzt.:6, 126 f. Bis 1996 hatten bereits über 13.000 Staatsgäste dort übernachtet und knapp 1000 Veranstaltungen des Bundes stattgefunden. In den 1990er Jahren erhielt das Hotel noch einen Wintergarten und eine neue Rheinterrasse.:146 1998/99 wohnte Bundeskanzler Gerhard Schröder während seiner Übernachtungen in Bonn auf dem Petersberg.
Im Zuge der Verlegung des Regierungssitzes nach Berlin im Jahr 1999 wurde ein neues Nutzungskonzept vereinbart, nach dem der Bund auf sein Erstbelegungsrecht für das Hotel verzichtete, es aber weiterhin als Gästehaus des Bundes dienen sollte.:147 Er blieb Eigentümer der Immobilie und der Gästehaus Petersberg GmbH, beabsichtigte jedoch bereits seit Mitte der 1990er-Jahre eine Privatisierung des Gästehauses nach Herstellung der Wettbewerbsfähigkeit. Im Dezember 2001 stand der Petersberg erstmals wieder als Schauplatz der Afghanistan-Konferenz im Mittelpunkt des Weltinteresses. Auch die Folgekonferenz am 2. Dezember 2002 fand an derselben Stelle statt. Bis Mitte 2004 wurde das Hotel noch als „Gästehaus Petersberg“ vermarktet, kurz darauf folgte die Änderung in „Steigenberger Grandhotel Petersberg“. Im selben Jahr wurde der Managementvertrag zwischen der Gästehaus Petersberg GmbH und der Hotelgruppe Steigenberger um 15 Jahre verlängert. Als reguläres Gästehaus der Bundesregierung dient seit 2007 das im Eigentum der Messerschmitt Stiftung befindliche Schloss Meseberg bei Berlin, während der Petersberg zumindest zunächst noch weiter als Gästehaus der Verfassungsorgane des Bundes für besondere Anlässe – insbesondere internationale Konferenzen des Bundes – fungierte.

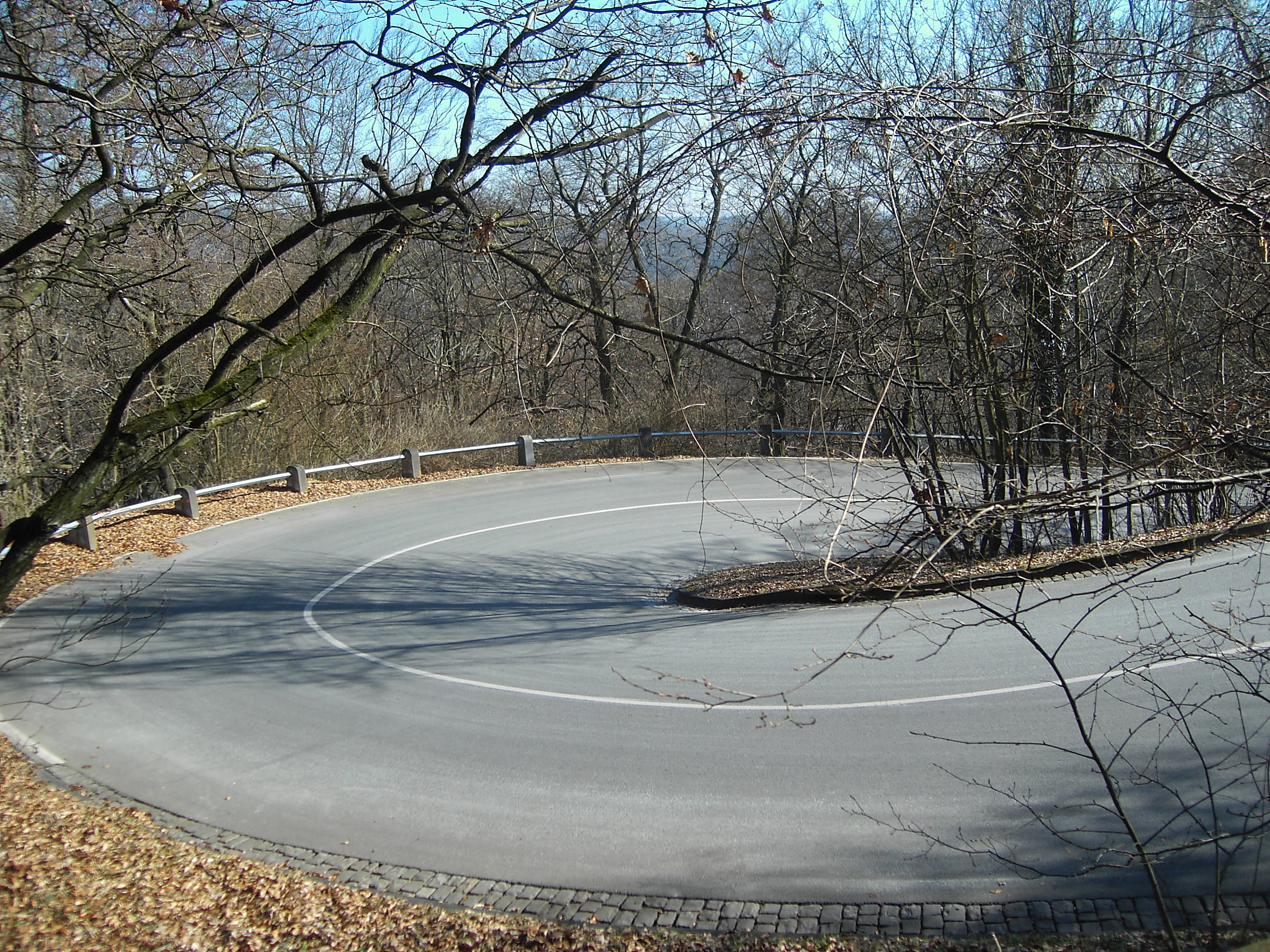
Zufahrtsstraße zum Petersberggipfel

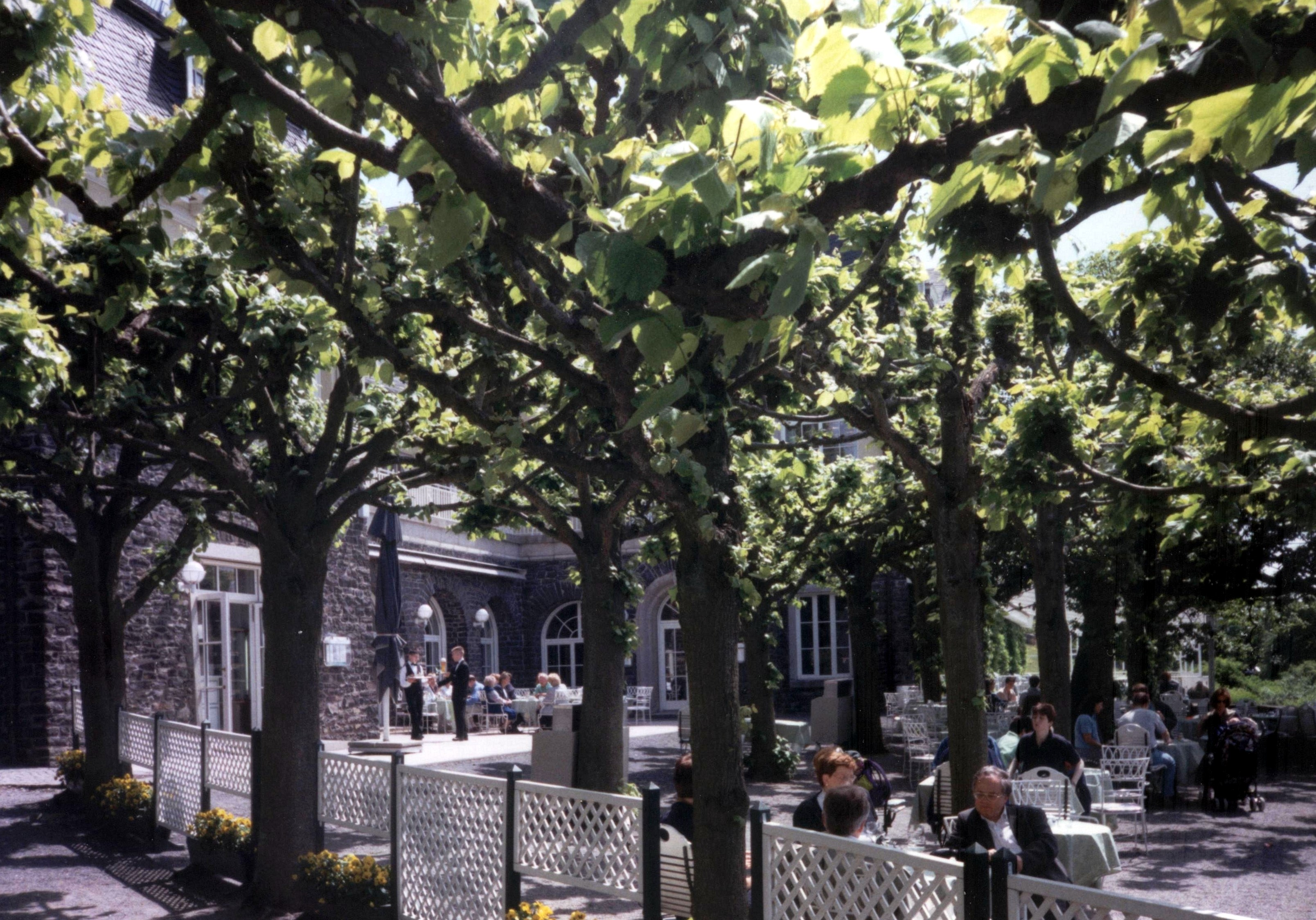
Hotelterrasse (1999)

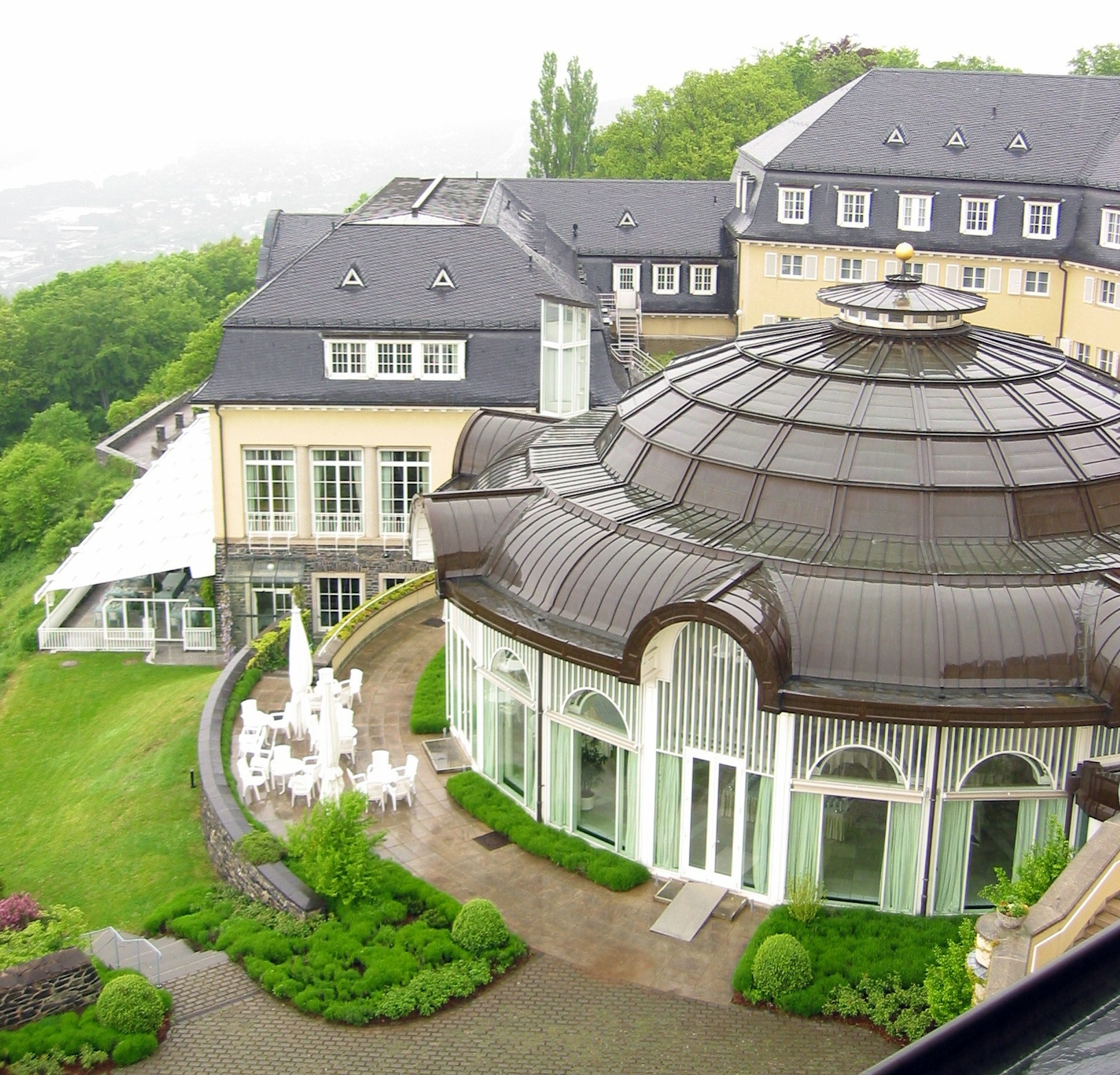
Rotunde

Seit 1999 führt der Rhein-Sieg-Kreis in Kooperation mit der Stiftung Bundeskanzler-Adenauer-Haus, der Stiftung Haus der Geschichte der Bundesrepublik Deutschland und dem Gästehaus Petersberg jeweils im Herbst auf dem Petersberg unter dem Titel „Petersberger Perspektiven“ ein Symposium durch. In dieser jährlich im Herbst stattfindenden Veranstaltungsreihe werden historisch-politische Themen mit Gegenwartsbezug und Zukunftsperspektiven behandelt, die bedeutende Wegmarken der Geschichte aus den Anfangszeiten der von Bonn aus gesteuerten Entwicklung der Bundesrepublik Deutschland in aktuellem Kontext behandeln. Von 2005 bis 2012 wurde auf dem Petersberg auch die Sendereihe „Wissenschaftsforum Petersberg“ produziert. Sechsmal im Jahr unterhielten sich Experten und Politiker in der Phoenix-Diskussionsrunde in der gläsernen Rotunde über unterschiedliche wissenschaftliche Themen mit den Moderatoren Ranga Yogeshwar und Nina Ruge.
Das Bundesfinanzministerium gab in den Fortschreibungen des Berichts zur Verringerung der Beteiligungen des Bundes (ab 2006) an, einen Verkauf der Gästehaus Petersberg GmbH zu prüfen. Politiker aus der Region sprachen sich gegen einen Verkauf aus, da damit nicht die historische Bedeutung und das Berlin/Bonn-Gesetz berücksichtigt würden. Im März 2009 gab das Bundesfinanzministerium bekannt, eine Privatisierung des Gästehauses Petersberg werde nicht weiter verfolgt; die Bundesanstalt für Immobilienaufgaben (BImA) prüfte allerdings weiterhin den Verkauf der Immobilie. Im Februar 2011 nahm das Bundesfinanzministerium seine Privatisierungspläne für den Petersberg wieder auf. Lokalpolitische Vertreter lehnten diese wiederum ab; dann unterstützte die örtliche CDU aber seit Mai 2011 die Verkaufsabsichten. Am 12. August 2011 startete im Rahmen eines Bieterverfahrens die offizielle Ausschreibung des Gästehauses zum Verkauf. Eine der zahlreichen Bedingungen für den Verkauf des Objekts war die Zusicherung, dass das Gelände auch weiterhin öffentlich zugänglich bleibt. Im September 2012 wurde das Ende der Verkaufsabsichten des Bundes bekanntgegeben; ungeachtet dessen ist Ende 2012 der Unternehmensgegenstand der Gästehaus Petersberg GmbH auf den Betrieb als Hotel und Restaurant beschränkt worden.
Anfang 2013 wurden Planungen für eine umfassende Sanierung und einen Umbau des Grand Hotels bekannt. Zum Jahresbeginn war die Gästehaus Petersberg GmbH vom Bundesfinanzministerium in den Zuständigkeitsbereich der Bundesanstalt für Immobilienaufgaben (BImA) übergegangen, die bereits die Liegenschaft verwaltete; anfallende Bauaufgaben werden vom Bundesamt für Bauwesen und Raumordnung betreut. Im September 2014 wurde bekannt, dass der Bund Investitionen in Höhe von 35 Millionen Euro in die Liegenschaft – unter anderem in die Modernisierung der Gästezimmer – beabsichtigt, diese aber unter die Bedingung eines Verzichts auf die planungsrechtliche Festschreibung der Nutzung als Hotel stellt. Der Stadtrat von Königswinter stimmte einer entsprechenden Vereinbarung mit der BImA am 15. September zu. Am 7. November 2014 gab der Haushaltsausschuss des Deutschen Bundestages die Investitionssumme frei. Zugleich wurde 2014/15 der Managementvertrag mit der Hotelgruppe Steigenberger um weitere fünf Jahre ab 2019 verlängert. Vorbereitende Arbeiten (darunter der Bau eines neuen Biergartens) wurden im Frühjahr 2016 durchgeführt, die in zwei Bauabschnitte (Nord- und Südflügel) gegliederte Hauptbauphase begann im Frühjahr 2017 und wurde im Juni 2019 bis auf wenige zu diesem Zeitpunkt noch ausstehende Restmaßnahmen abgeschlossen. Langfristig wird weiterhin eine Veräußerung der Liegenschaft in Erwägung gezogen.

#### Grandhotel & Spa Petersberg
Am 23. September 2019 wurde das Hotel – das einzige deutsche in Staatsbesitz – nach zweieinhalbjähriger Umbau- und Renovierungsphase im laufenden Betrieb als „Steigenberger Grandhotel & Spa Petersberg“ wiedereröffnet. Die Kosten betrugen gut 40 Millionen Euro. Anstelle von bislang 99 Hotelzimmern verfügt der Bau nun über 112. Nach der Neueröffnung wurde der Name Gästehaus Petersberg wieder als Zweitbezeichnung eingeführt.
Im Oktober 2020 bemängelte der Bund der Steuerzahler Deutschland in seinem Schwarzbuch 2020 die von 2013 bis 2019 – vor und während der Modernisierung des Hauses, deren Ziel insbesondere eine Steigerung der Wirtschaftlichkeit, unter anderem durch die Erhöhung der Zimmerkapazität, war – durchgehend auftretenden Verluste des Hauses, für die der Steuerzahler aufkommen muss. Die Summe beträgt rund 7 Mio. Euro, allein in den Jahren 2018 und 2019 – in den beiden letzten Jahren der Sanierung – betrug das Minus 3,8 Mio. Euro.
Seit Herbst 2020 wird das von der Nordrhein-Westfalen-Stiftung Naturschutz, Heimat- und Kulturpflege umgebaute frühere Wachgebäude an der Einfahrt zum Gipfelplateau als Besucherinformationszentrum genutzt, in dem die Ausstellung „Schauplatz Petersberg“ gezeigt wird.

### Ereignisse und Konferenzen auf dem Petersberg (Auswahl)
- 1949, 21. September: Bundeskanzler Adenauer stellt den Hohen Kommissaren sein Kabinett vor; Übergabe des Besatzungsstatuts[64]
- 1949, 22. November: Unterzeichnung des Petersberger Abkommens
- 1950, 16. Mai: Die Hohen Kommissare erklären gegenüber Adenauer ihr Einverständnis, dass die Bundesrepublik Planungen zur inneren Sicherheit beginnt (Schritt auf dem Weg zur Gründung eines Verteidigungsministeriums)[65]
- 1992, Ende Juni: Gipfel des Ministerrats der Westeuropäischen Union (WEU) zur Definition der Petersberg-Aufgaben
- 1992: Petersberger Wende oder Petersberger Beschlüsse, Neupositionierung der SPD in der Asyl- und Außenpolitik im August 1992
- 1995, 5. August: Kirchliche Trauung von Michael Schumacher und Corinna Betsch
- 1997, Januar, Tagung einer Steuerreformkommission mit dem Ergebnis der Petersberger Steuervorschläge
- 1998, September: Konferenz der Schengener Vertragsstaaten (über die Kontrollen der Außengrenzen sowie das Verhältnis zur Schweiz)[66]
- 1999, 26. Februar: informelles Treffen der europäischen Staats- und Regierungschefs
- 1999, 6. Mai: Treffen der sieben führenden Industriestaaten und Russlands zu Beratungen über die Kosovo-Krise
- 2000, 15. EU-Außenminister-Konferenz mit verschiedenen zentralamerikanischen Staaten
- seit 2001: Afghanistan-Konferenzen (Petersberg-Prozess)[67][68][69][70][71]
- 2005, 5.–6. November: Erste Konferenz „Partnerschaft mit Afrika“[72]
- 2007, 12.–13. März: Informelles Treffen der Entwicklungsminister/-innen und informeller AKP-EU Dialog im Rahmen der deutschen EU-Ratspräsidentschaft[73]
- 2010, 2.–4 Mai: 1. „Petersberger Klimadialog“, informelle Konferenz der internationalen Umweltminister[74][75]
- 2014, 27.–28. März: Treffen der deutschsprachigen Umweltminister (Deutschland, Österreich, Schweiz, Liechtenstein)[76]
- 2014, 28.–29. April: Klausurtagung der Spitzen der Großen Koalition im Bundestag[77]
- 18.–20. Juli 2019: Petersburger Dialog mit den Außenministern Heiko Maas und Sergei Lawrow.[78]
- 18.–20. Mai 2022: Treffen der G7-Finanzminister und Notenbankchefs[79]

### Staatsgäste auf dem Petersberg
Die Liste umfasst nur die unmittelbaren Staatsgäste, die Anwesenheit von Staatspräsidenten bei internationalen Konferenzen ist nicht berücksichtigt.

#### 1938
- Neville Chamberlain (britischer Premierminister; wohnte als erster Staatsgast auf dem Petersberg, während er im Rheinhotel Dreesen mit Hitler über die Sudetenkrise verhandelte)

#### 1954–1969
(Insgesamt 31 Besuche)
- 1954, November: Haile Selassie, Kaiser von Äthiopien
- 1955: Mohammad Reza Pahlavi (Schah von Persien) mit seiner Gemahlin Soraya Esfandiary Bakhtiary
- 1965: Queen Elisabeth II. von Großbritannien und Nordirland
- 1967: Mohammad Reza Pahlavi (Schah von Persien) mit seiner dritten Frau Farah Pahlavi

#### 1973
- Leonid Breschnew, Generalsekretär der KPdSU (auf seinen Wunsch wurde das Hotel für einige Tage wiedereröffnet; bei seinem Aufenthalt beschädigte er das Gastgeschenk der Bundesrepublik Deutschland, einen Mercedes 450 SLC, bei der ersten Probefahrt, als er am Fuß des Petersberg nicht in der Kurve wendete[80])

#### Nach dem Umbau 1990
- 1990: Nicéphore Dieudonné Soglo, Premierminister von Benin
- 1990: Michail und Raissa Gorbatschow
- 1992: Queen Elisabeth II. von Großbritannien und Nordirland
- 1993: Palästinenserführer Jassir Arafat
- 1993: Kaiser Akihito von Japan
- 1993: Thomas Klestil, Bundespräsident der Republik Österreich[81]
- 1994: Boris Jelzin, Staatspräsident von Russland
- 1994: US-Präsident Bill Clinton mit Frau Hillary
- 1994: Dänische Königin Margarete II.
- 1995, April: Suharto, Präsident der Republik Indonesien
- 1996: Ezer Weizmann, Staatspräsident von Israel[82]
- 1998: König Hussein von Jordanien
- 2004: Husni Mubarak, Staatspräsident von Ägypten (anlässlich der Eröffnung der Tutanchamun-Ausstellung)[83]
- 2005: Michail Gorbatschow, ehemaliger Staatspräsident der Sowjetunion

## Ausstattung

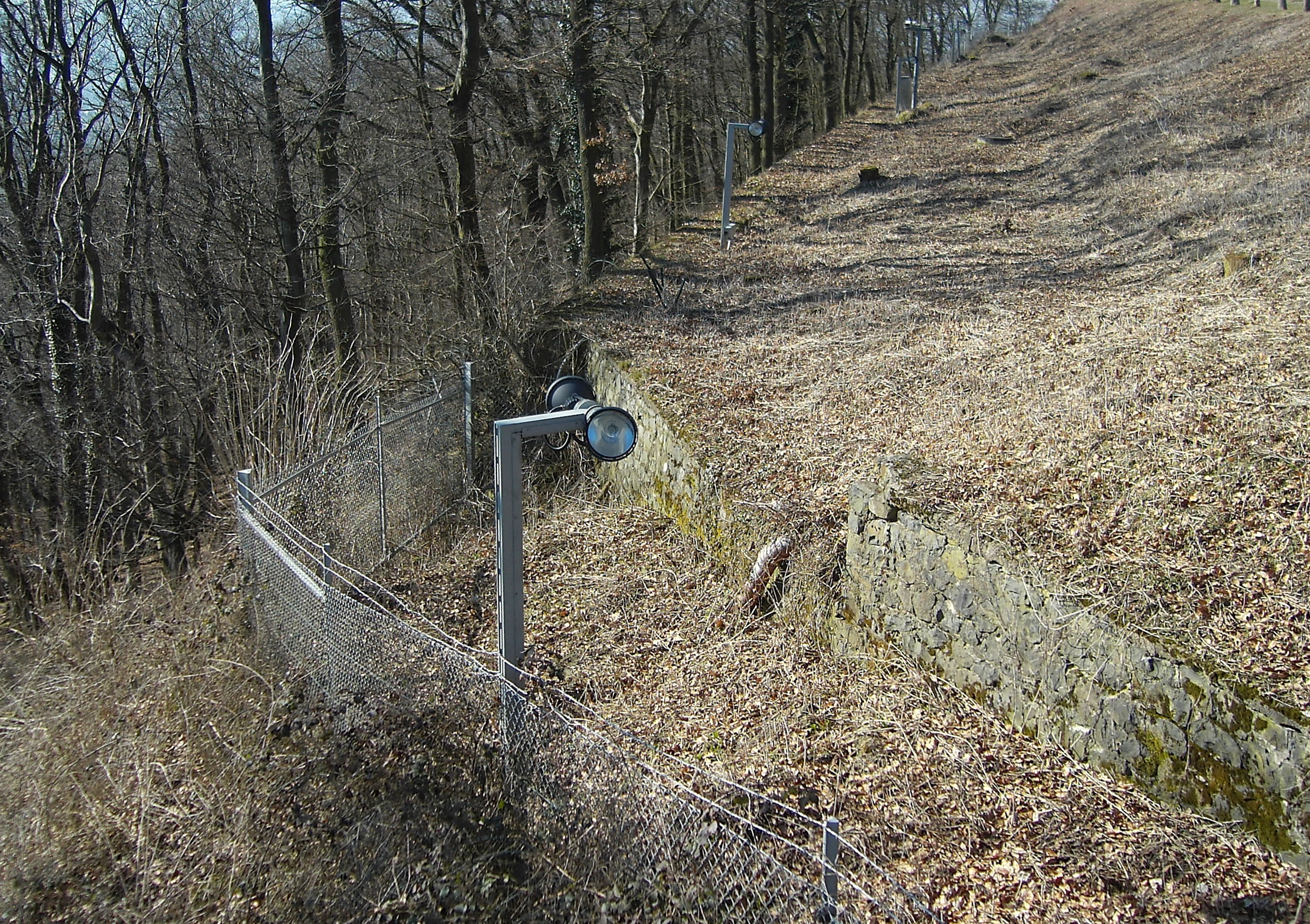
Zaun um den Berggipfel

Bei der Ausstattung des Bundesgästehauses wurde sowohl auf Sicherheit als auch auf Luxuriosität geachtet. Rund um den Berggipfel ist ein Sicherheitszaun gezogen, an dem Überwachungskameras und Scheinwerfer angebracht sind. Auf dem Plateau sowie am Beginn der Zufahrtsstraße befinden sich mehrere Sicherheitsschranken und am Rand ein ursprüngliches Wachhäuschen. Zudem befindet sich im Norden des Areals ein mittlerweile als Parkplatz genutzter Hubschrauberlandeplatz für bis zu drei Helikopter.:126
Das Gästehaus Petersberg umfasst mehrere Tagungsräume mit der für 5-Sterne-Hotels üblichen Ausstattung. Im südlichen Trakt befindet sich die auch als Konferenzraum genutzte gläserne Rotunde mit ihrer repräsentativen Treppe („Empfangspavillon“), die als Prunkstück des Gästehauses gilt. Von dort führt ein Defilee zu einem Bankettsaal für 200 Gäste hinab. Im Keller des Hotels befindet sich ein über einen Schleusenbereich zugänglicher Schutzraum (50 m²) mit Notausgang. Um das Gebäude besteht eine gestaltete Parkanlage, die etwa 1889/1890 mit dem ersten Hotelbau entstanden ist. Das Gästehaus wird von unregelmäßig geführten Wegen umgeben, die im Norden auf die Rheinterrasse mit öffentlicher Außengastronomie münden.
Von der Rheinterrasse bietet sich ein guter Blick auf Bonn und mehrere umgebende Orte, auf dem unterhalb liegenden Weg wurde ein Aussichtspunkt eingerichtet. Einen kleineren Aussichtspunkt mit Blick auf die bergseitigen Stadtteile Königswinters Heisterbacherrott, Vinxel und Stieldorf und verschiedene Berge des Siebengebirges gibt es an der Ostseite.
Im Speisesaal hängen verschiedene Porträts der Serie „Bonner Zoo. Nur große Tiere“ von Josef Partykiewicz die Karikaturen verschiedener Politikern (überwiegend aus Helmut Schmidts zweiter Amtsperiode) als „große Tiere“ zeigen. 

## Baudenkmäler

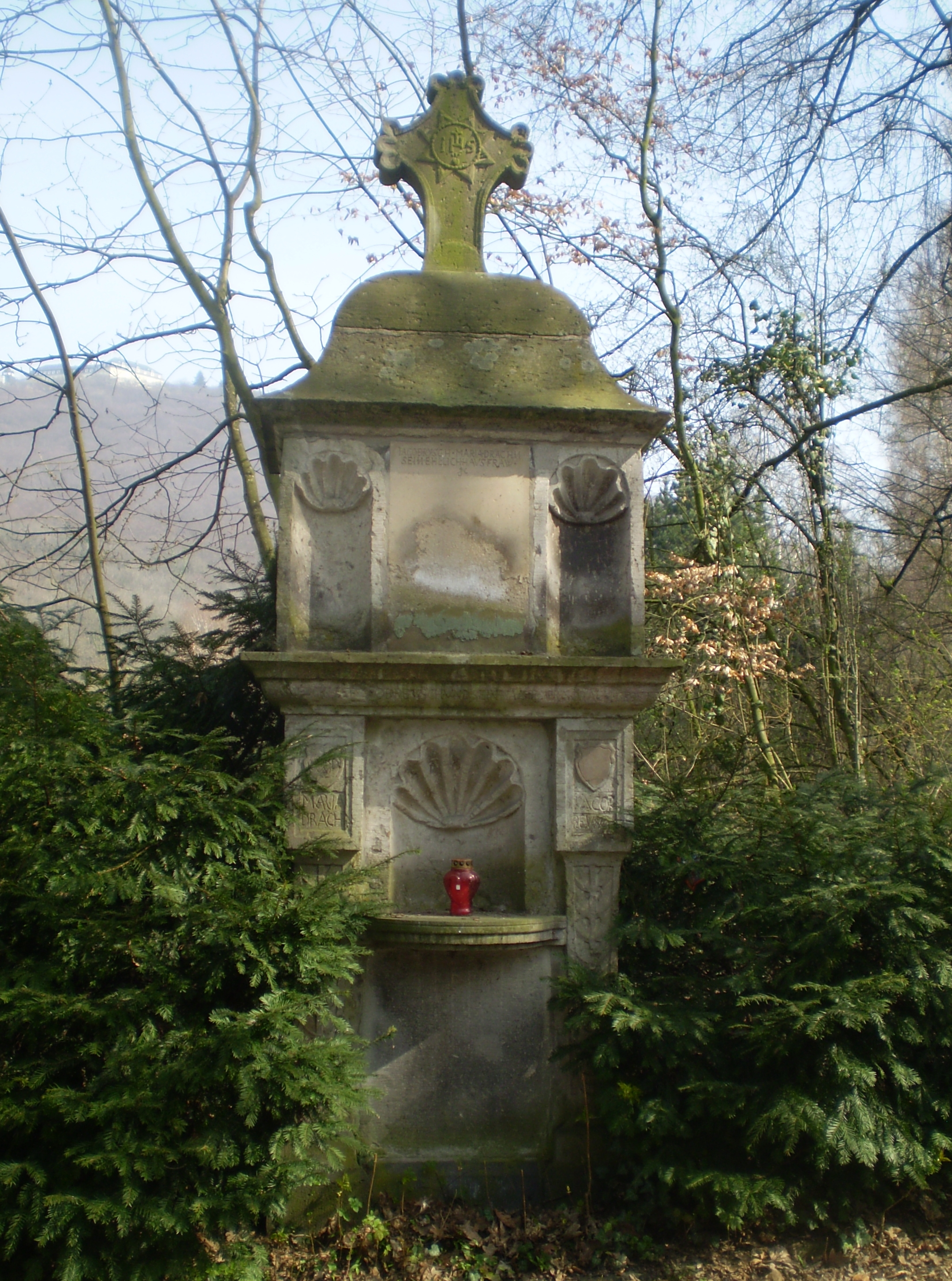
Prozessionsaltar, erste Station des Bittwegs

Der Petersberg steht mit seinem gesamten Erscheinungsbild, der Silhouette des Hotels und der Bepflanzung unter Denkmalschutz. Zu den geschützten Einzelobjekten auf dem Gipfelplateau gehören die frühgeschichtlichen Wallanlagen, die Grundmauern der Klosterkirche (beides Bodendenkmale), die Kapelle St. Peter und die Parkanlage.
Außerhalb des Plateaus ist der sog. Petersberger Bittweg von Königswinter zum Petersberg mit seinen zwölf Stationskreuzen bzw. Prozessionsaltären denkmalgeschützt. Am Fuße des Petersbergs im Tal des Mirbesbachs erstreckt sich das Gelände des ebenfalls als Denkmal eingestuften Wintermühlenhofs. Unter Schutz gestellt wurde auch die Trasse der ehemaligen Petersbergbahn. Der Hotelbau selbst steht aufgrund der Zerstörung der ursprünglichen Bausubstanz bei den verschiedenen Umbauten nicht unter Denkmalschutz.

## Verkehrserschließung
Ab 1889 wurde der Petersberg von einer schmalspurigen Zahnradbahn, der Petersbergbahn, erschlossen. Aus wirtschaftlichen Gründen wurde sie im Jahr 1958 stillgelegt.

## Bewaldung
Unterhalb des Plateaus befinden sich rund 93 Hektar Waldflächen. Diese wurden von der Bundesanstalt für Immobilienaufgaben (BImA) nach einer Vereinbarung vom März 2015 unentgeltlich der NRW-Stiftung als Teil des Nationalen Naturerbes übertragen.

## Trivia
In der Fernsehserie Die Wicherts von nebenan erhält die fiktive Firma Möbel-Union den Auftrag für den Innenausbau des Gästehauses auf dem Petersberg, wodurch das Unternehmen nach einer Krise wieder stabilisiert werden kann. In der Folge „Ein tragischer Abschied“ (S03F02) fahren der Geschäftsführer Eberhard Wichert (Stephan Orlac) und sein Mitarbeiter Heinz (Andreas Mannkopff) auf die Baustelle. Die Szenen wurden am Originalschauplatz während der Umbauarbeiten gedreht.
Am 4. Juni 2016 wurden Daniela Katzenberger und Lucas Cordalis in der Kapelle auf dem Petersberg getraut.

## Filme (Auswahl)
- Im Schatten der Geschichte – Eine Reise ins Siebengebirge. Dokumentarfilm, Deutschland, 2020, 29:45 Min., Buch und Regie: Thomas Radler, Kamera: Harald Schmuck, Produktion: Krell und Partner, SWR, Reihe: Fahr mal hin, Erstsendung: 5. Juni 2020 bei SWR Fernsehen, Inhaltsangabe von ARD, online-Video aufrufbar bis zum 4. Juni 2025; Petersberg ab 6:30 Min. bis 11:05 Min., (mit Darstellung des Breschnew-Unfalls).
- Geheimnis Petersberg. Dokumentarfilm mit Archivaufnahmen und Zeitzeugen, Deutschland, 2014, 43:30 Min., Buch und Regie: Ulrike Brincker, Produktion: WDR, Reihe: Geheimnisvolle Orte, Erstsendung: 15. September 2014 bei Das Erste, Inhaltsangabe von ARD, Vorschau, 1:48 Min., aufrufbar bis zum 30. Dezember 2099.
- Mythos Petersberg – Die Geschichte eines Hotels. Dokumentarfilm, Deutschland, 2012, 13:42 Min., Buch und Regie: Ute Waffenschmidt, Kamera: Holger Hahn, Produktion: ZDFinfo, Sendung: 18. November 2012 bei Phoenix, Inhaltsangabe von ARD, online-Video.
- Weißmützen im Goldrausch. Fernseh-Reportage, Deutschland, 2007, 14:00 Min., Buch und Regie: Stefan Quante, Produktion: WDR, Reihe: Kulinarische Reportage, Redaktion: hier und heute, Inhaltsangabe von ARD.[93]